# Andrew Eiden
Andrew Eiden est un acteur américain né le 23 juillet 1983 à La Mirada, Californie.

## Filmographie
- 2004 : Les Sauvages (Complete Savage) : Sam Savage
- 2002 : Boston Public : Joshua Marks
- 1999 : Outward Bound, série TV : lui-même
- 1998 : Movie Surfers, série TV : lui-même